# Мороженое

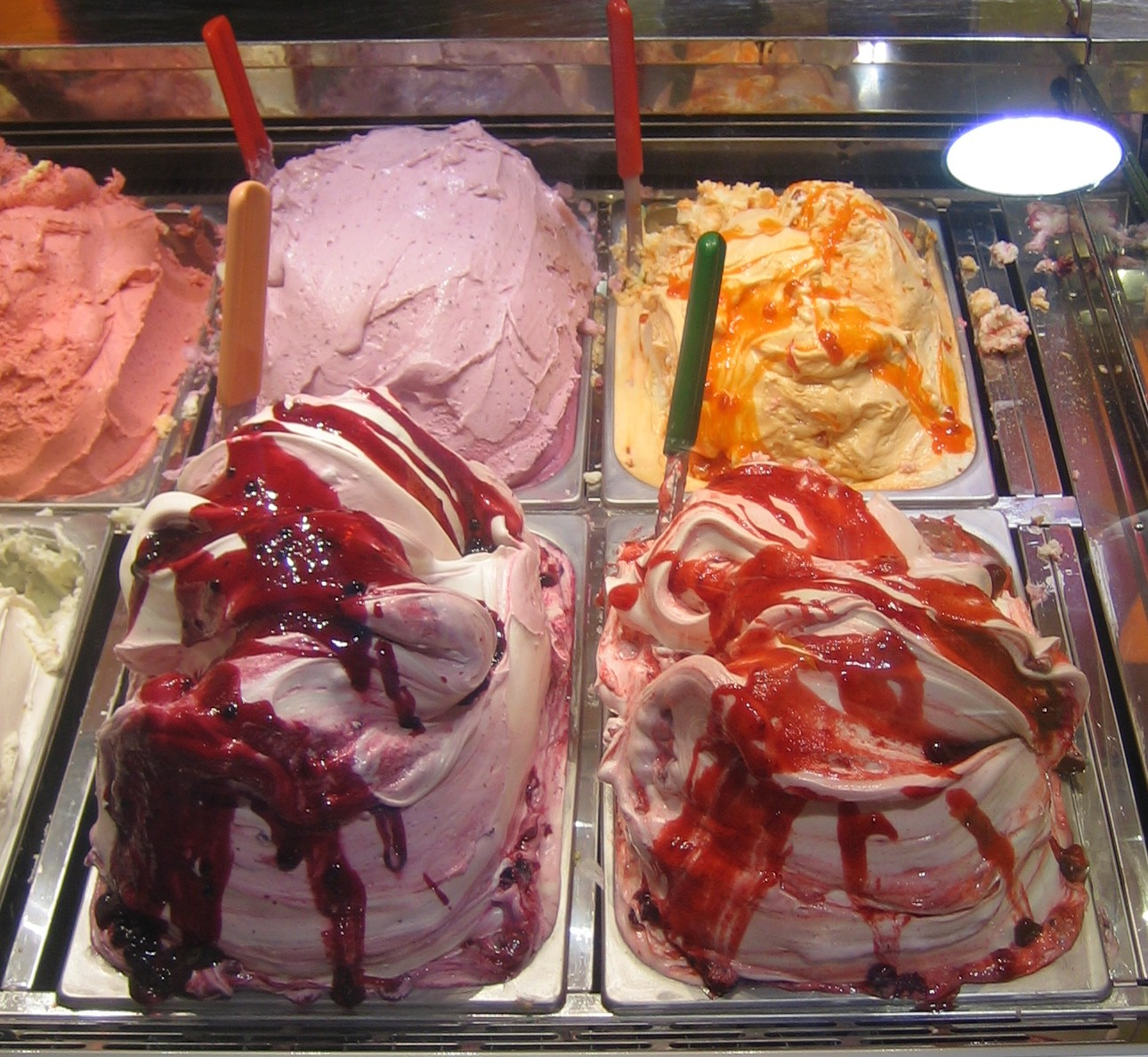
Итальянское мягкое мороженое

Моро́женое — пищевой продукт‑десерт, представляющий собой замороженную в процессе непрерывного взбивания массу, содержащую в основе своей питательные, вкусовые, ароматические и эмульгирующие вещества. К мороженому нередко относят также фруктовый лёд, получаемый простым замораживанием фруктово‑ягодных соков и пюре.
Традиционные виды мороженого приготавливаются на основе молочных смесей с определёнными соотношениями молочных белка и жира и/или на основе замороженных соков, фруктов и ягод. Они имеют сладкий вкус, обусловленный использованием сахара в качестве одного из основных вкусовых компонентов, консерванта и модификатора реологических свойств смеси на всех стадиях технологического процесса производства мороженого. В качестве эмульгирующего компонента промышленно производимого мороженого используются агар-агар, желатин, крахмал. Существуют рецепты мороженого, использующие в качестве эмульгирующего компонента яичные белки.
Мороженое реализуется как в розничной торговле (магазины, киоски, лавки, лотки, специальные фургоны, автоматы мороженого), так и на предприятиях общественного питания (рестораны, кафе, фастфуд, кафетерии). Существует производство мороженого как в домашних условиях, так и массовое промышленное, в том числе специализированными сетями (например, Baskin Robbins).

## История

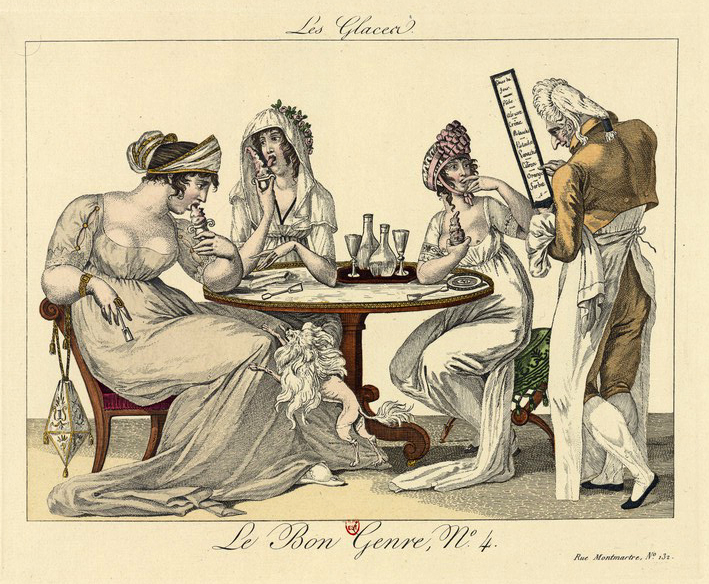
Знать изготавливает и ест мороженое на французской гравюре, 1801 г.

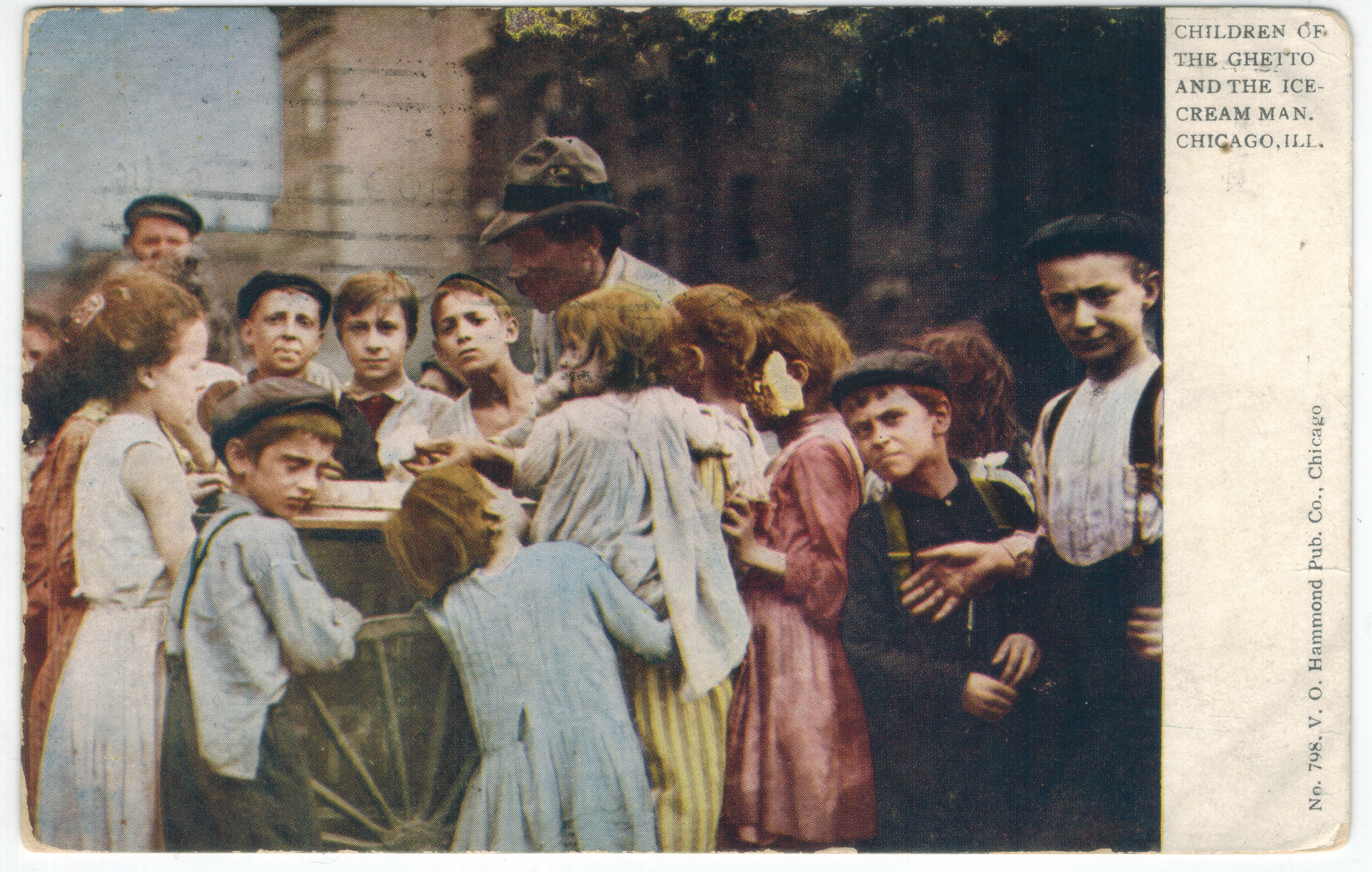
Дети у лотка с мороженым в США, 1938 г.

Мороженое — древнее лакомство. Высказываются предположения, что история мороженого насчитывает более четырёх тысяч лет.
За две тысячи лет до нашей эры в Древнем Китае к столу подавались десерты, отдалённо напоминающие мороженое, — снег и лёд, смешанные с кусочками апельсинов, лимонов и зёрнышками гранатов. Рецепты и способы хранения были рассекречены лишь в XI веке до нашей эры в книге «Ши цзин».
Охлаждённые (снегом и льдом, доставляемыми с гор и ледников) вина, соки, молочные продукты и их смеси потребляли древние греки, древние персы (где для сохранения льда и замороженных продуктов строили специальные сооружения яхчалы), древние римляне, моголы в Индии. Известен акутак — эскимосское мороженое из ягод, мяса и сала.
Фалуде — один из первых известных образцов мороженого, появился в V веке до н. э. Представляет собой замороженные с розовой водой, лаймовым соком, а также иногда с молотыми фисташками нити из пищевого крахмала. В Турции известна дондурма.
Первый опубликованный рецепт мороженого появился в 1718 году в сборнике рецептов миссис Мэри Илз, выпущенном в Лондоне.
В России мороженое в современном варианте появилось в XVIII веке. Рецепт его приготовления, опубликованный в «Новейшей и полной поваренной книге» (1791), включал сливки и яичные белки, шоколад и лимон, смородину и клюкву, малину, вишню и апельсин. О венецианском мороженом пишет Фаддей Булгарин в своём романе «Иван Выжигин» (1829).
В промышленных масштабах мороженое начали производить в XIX веке. Первая фабрика мороженого появилась в Балтиморе в США в 1851 году.
Первое в мире специализированное кафе-мороженое появилось в 1945 году в США в городе Глендейл и стало началом сети Baskin Robbins, которая с тех пор стала всемирной сетью производителей мороженого (и одной из крупнейших сетей фастфуда) и предлагает по миру более тысячи сортов мороженого.
В СССР промышленное производство мороженого началось в 1932 году, как на молочных заводах, так и на созданных исключительно для этой цели фабриках. Объём производства, например, на фабрике в Филях, в 1938 году составлял 30 тонн мороженого в день, в 1972 году на крупнейшей в СССР московской фабрике мороженого № 8 в день производилось 125 тонн мороженого. Производство мороженого в СССР впервые было стандартизовано в 1941 году (выпущен ГОСТ 119-41). Производство популярного в СССР эскимо началось на ручных машинах в 1935 году и на промышленных линиях в 1947 году.

## Виды

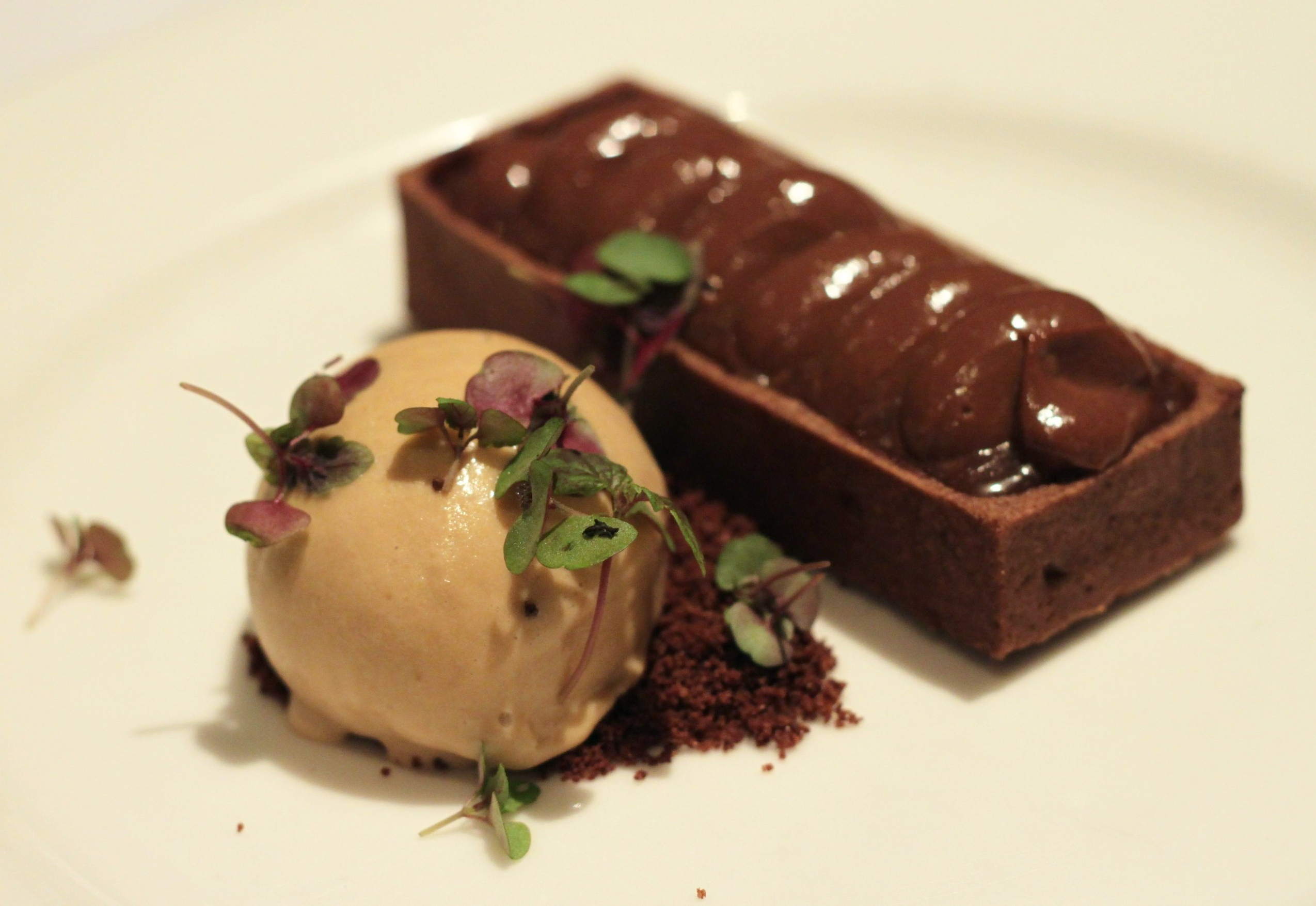
Пивное пирожное-мороженое

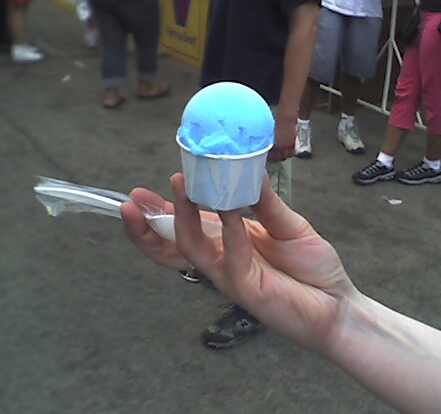
Итальянский лёд

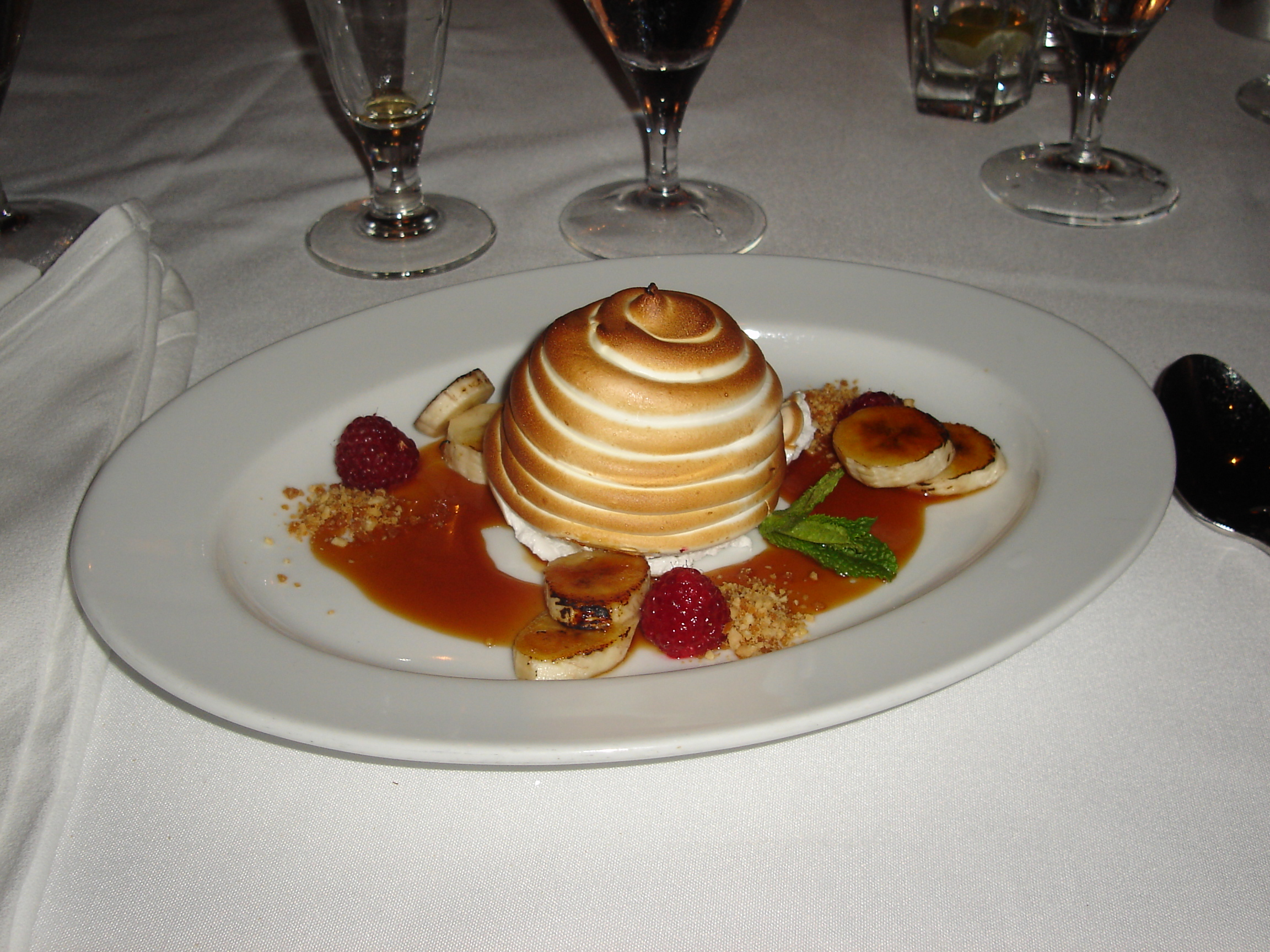
Запечённая Аляска

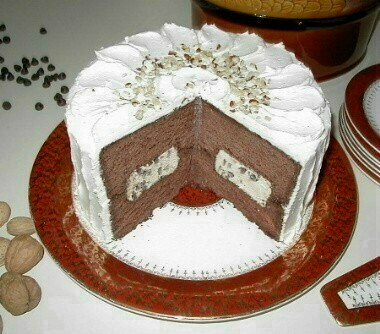
Торт-мороженое

Существуют различные сорта мороженого, например, пломбир, сливочное, молочное, шоколадное, крем-брюле, шербет, мягкое (софуто-куриму), фруктовый лёд, лакомка, эскимо.
Мороженое — высококалорийный продукт, в частности, сорта мороженого, чаще всего основывающиеся на рецептуре сливочного мороженого, содержат до 20 % жиров и до 20 % углеводов.
Мороженое делится на твёрдое (закалённое) и мягкое.
Твёрдое мороженое существует и широко продаётся во множестве вариантов упаковки — порционные вафельные, бумажные и пластиковые стаканчики, мороженое на палочке, в вафельном рожке, в виде брикета, сэндвича, батончика и других, а также рулеты-мороженое, пирожные-мороженое, торты-мороженое и т. п. Твёрдое мороженое может быть без глазури и глазированным эскимо (чаще шоколадной, реже фруктовой, яичной или др. глазурью).
Мягкое мороженое обычно предлагается как блюдо или продаётся на развес, так как обладает коротким сроком хранения. При продаже мягкого мороженого в кафе и ресторанах, его часто снабжают топпингом — украшают кусочками фруктов и ягод, шоколадом, вафлями, поливают сиропом, посыпают шоколадной или ореховой крошкой. Это сочетание называется сандей.
Из мороженого также изготавливают всевозможные десерты-мороженое, а также кофе-глясе и молочные коктейли, добавляя в него молоко и сироп, и взбивая получившуюся смесь в миксере.
Виды мороженого и десертов-мороженого:
- Классическое мороженое сливочное, молочное, крем-брюле, пломбир (на основе животных и/или растительных жиров)
- Мелорин: на основе растительных жиров
- Шербет: мягкое мороженое на основе фруктов, ягод, соков
- Фруктовый лёд: относительно твёрдое мороженое на палочке на основе сока, обычно без молока
- Строганый лёд: с мороженым, кусочками фруктов и сиропом
- Итальянский лёд: замороженное фруктовое пюре с сиропом
- Неаполитанское мороженое: разновидность мороженого, представляющая собой три различных сорта мороженого, замороженного совместно
- Гранита: колотый фруктовый или шоколадный лёд с сахаром
- Джелато: мягкое мороженое с добавлением ягод, орехов, шоколада и свежих фруктов
- Фалуде: замороженные нити из пищевого крахмала, с соками и иногда молотыми фисташками
- Сандей: мягкое мороженое с кусочками фруктов, ягод, шоколада и топпингом
- Американское парфе: десерт из слоёв мороженого, сливок, йогурта, желе
- Парфе: десерт-мороженое из слоёв мороженого, сливок, яиц
- Спагетти-айс: десерт-мороженое в виде макарон
- Запечённая Аляска: десерт-мороженое на бисквитной подложке с зарумяненными взбитыми яичными белками
- Радужный лёд от Dippin’ Dots: маленькие твёрдые шарики-мороженое
- Банановый сплит, Персик Мелба и другие десерты из кусочков фруктов с мороженым, сиропом, орехами, взбитыми сливками и ягодами
- Фруктовый (например, банановый) фостер: поджаренные фрукты с мороженым, маслом, сахаром и поджигаемым алкоголем
- Семифредо: муссоподобное пирожное-мороженое и др.

## Производство
До появления современных способов замораживания мороженое было роскошным лакомством только для особых случаев. Производство мороженого было довольно сложным, использовался ручной труд. В 1840-е годы английская домохозяйка Нэнси Джонсон изобрела аппарат для приготовления мороженого — фризер. Прибор был запатентован в Америке несколько позже другими людьми. В эти же годы российский кондитер Иван Излер изобрёл и запатентовал «машину для приготовления мороженого». Через несколько лет промышленник из Балтимора Якоб Фуссел (его называют отцом американской индустрии мороженого) начал производить десерт в промышленных масштабах. Способ подачи мороженого в вафельном стаканчике изобрела англичанка Агнесс Маршалл.
Молочные и сливочные виды мороженого изготавливается из:
- цельного, обезжиренного, сухого и сгущённого молока,
- сливок,
- масла,
- сахара,
- вкусовых и ароматических веществ,
- различных пищевых добавок, обеспечивающих нужную консистенцию, срок хранения и так далее.

Получение высококачественного мороженого с однородной нежной консистенцией возможно только в относительно узком диапазоне соотношений основных компонентов молочной смеси, при этом использование только цельного молока и сливок не позволяет достигнуть оптимальных соотношений жировых компонентов и сухого молочного белка.
В домашних условиях мороженое можно получить при помощи специального аппарата — мороженицы. Для промышленных объёмов производства используются автоматические фризеры (от одного до 15 кг в час). Возможности производства бо́льших объёмов доступны на хладокомбинатах.
Процесс производства закалённого (индустриального) мороженого на хладокомбинатах и молочных заводах состоит из ряда последовательных операций: приготовления и обработки смеси для мороженого, фризерования, фасования и закаливания мороженого, упаковки и хранения готовой продукции.
Процесс приготовления смеси включает в себя следующие стадии:
- подготовка исходного сырья;
- приготовление смеси для мороженого, путём смешивания сырьевых компонентов, согласно рецептуре;
- фильтрование и пастеризация смеси для очистки от механических примесей и патогенных микроорганизмов;
- гомогенизация смеси (дробление жировых шариков) для улучшения органолептических свойств готового мороженого; охлаждение до +4 °С и созревание смеси.

Процесс фризерования является, собственно, процессом превращения жидкой смеси в мороженое. Этого добиваются с помощью фризеров непрерывного действия, в которых смесь взбивается с воздухом и замораживается до температуры −4 °С.
Непосредственно после фризерования мороженое фасуют и закаливают (подвергают шоковой заморозке в потоке воздуха при температуре от −25 до −37 °С). Закалённое мороженое упаковывают в индивидуальную или групповую упаковку. Упакованное мороженое помещают на склады длительного хранения, откуда в дальнейшем осуществляется отгрузка в торговую сеть.
Для производства десертов-мороженого со льдом используется гранитор.

## Галерея

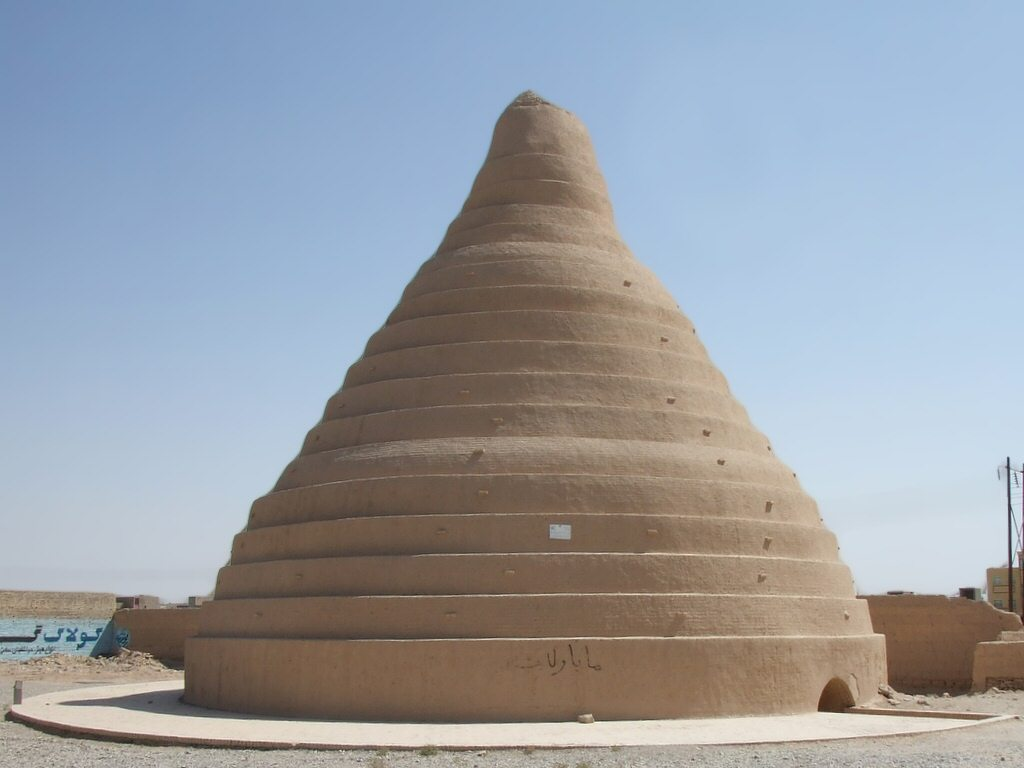
Персидский яхчал для сохранения льда и замороженных продуктов
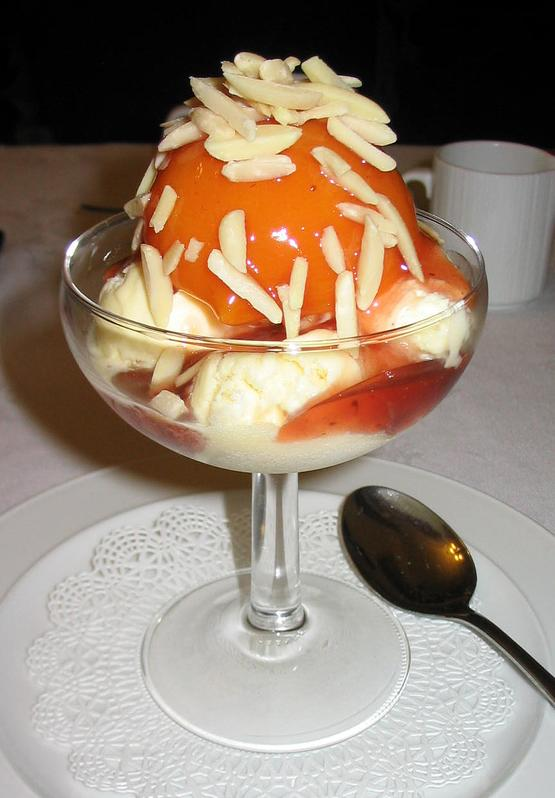
Персик Мелба
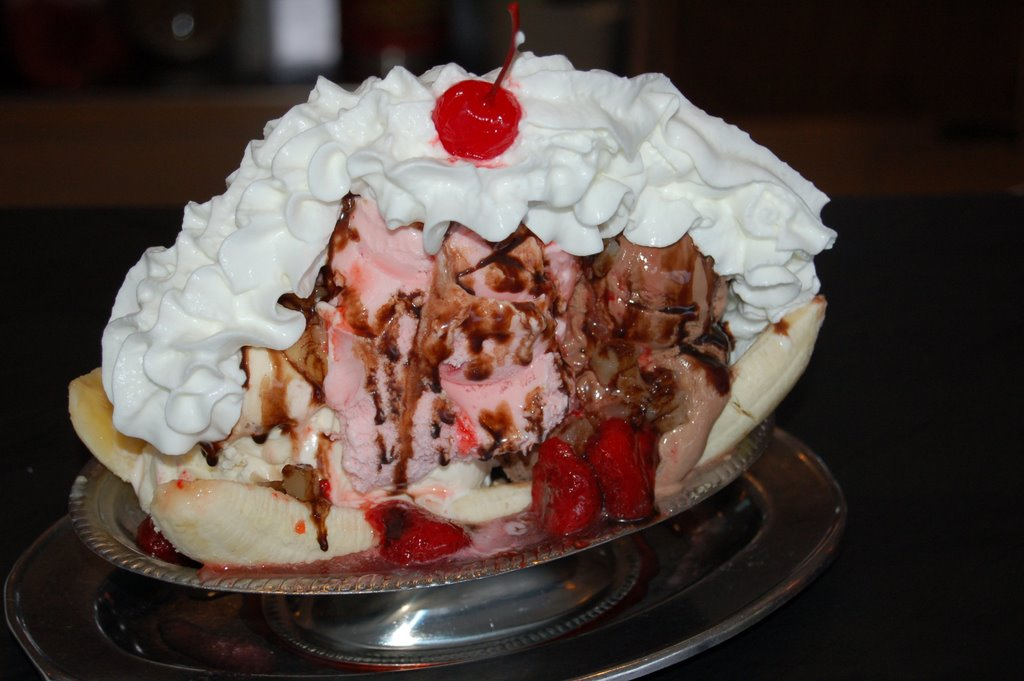
Банановый сплит
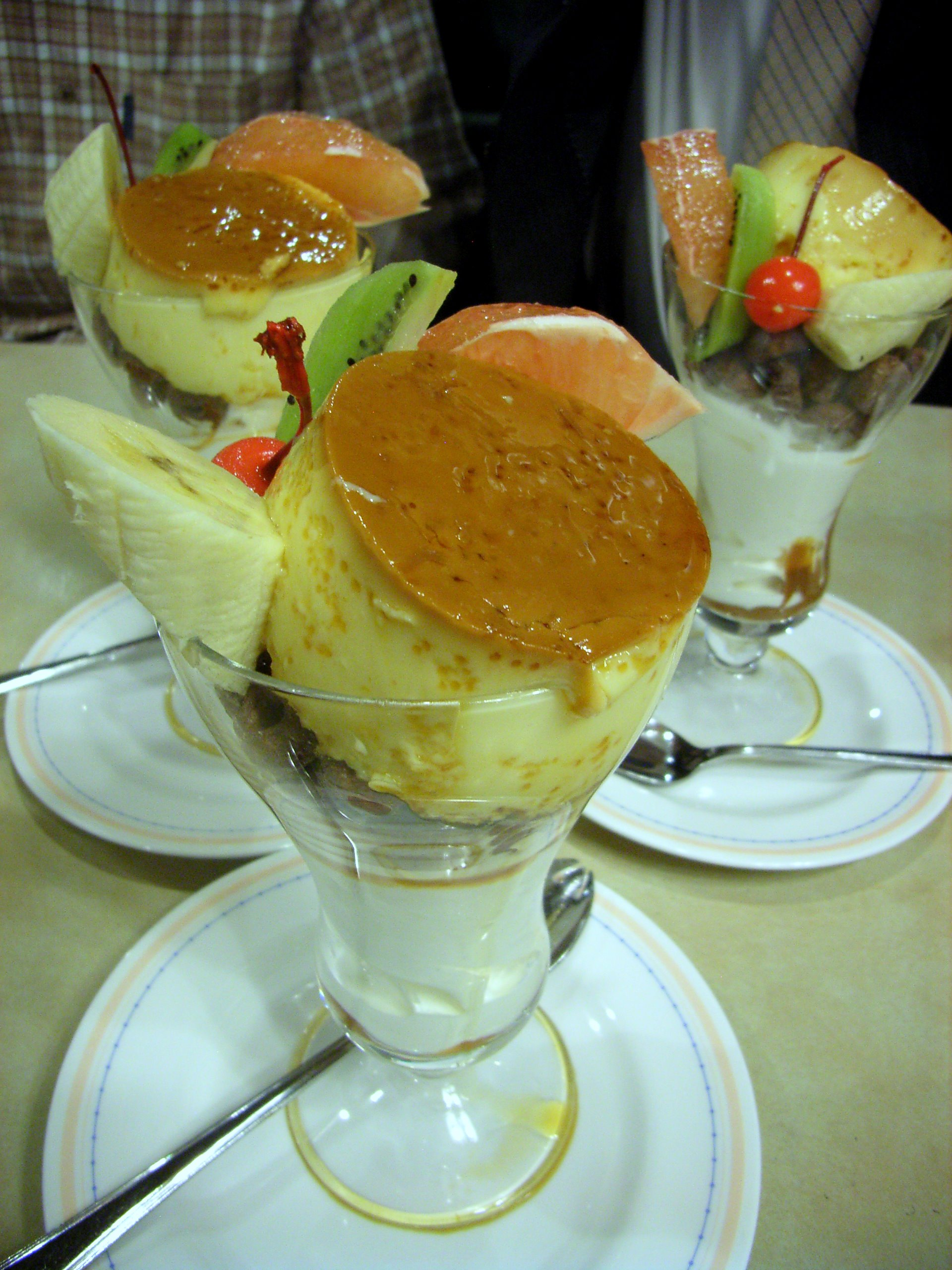
Парфе
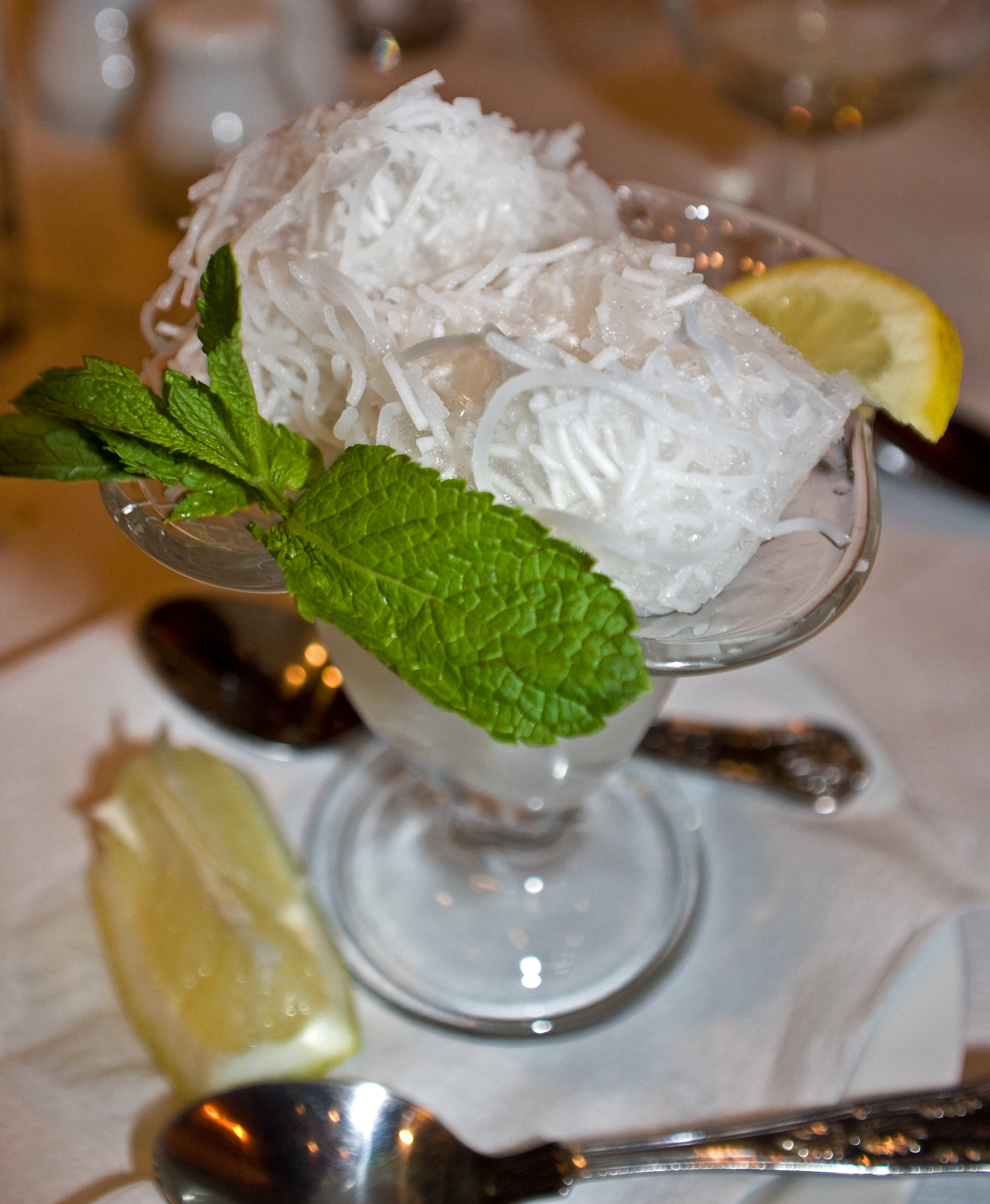
Фалуде
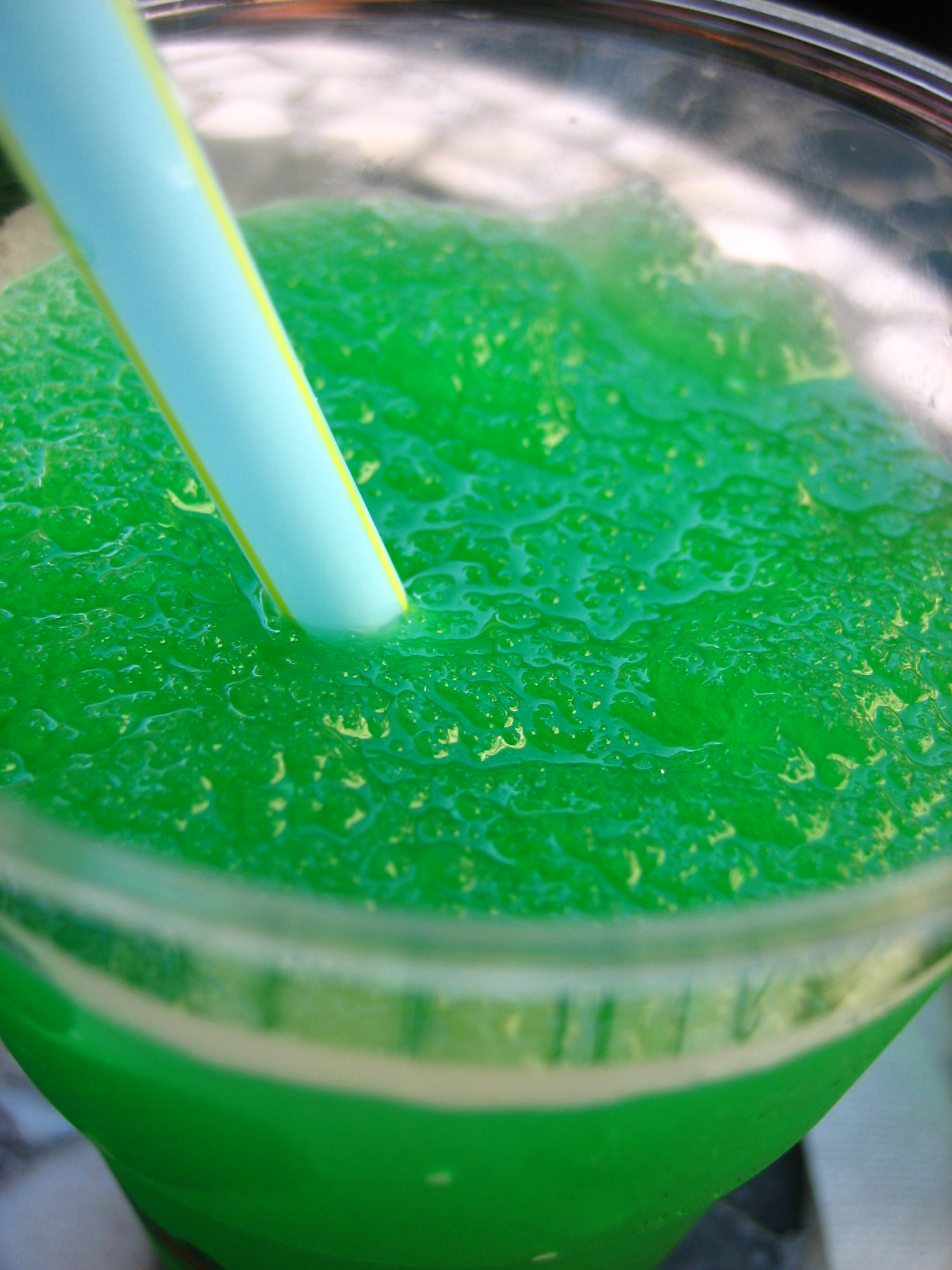
Гранита
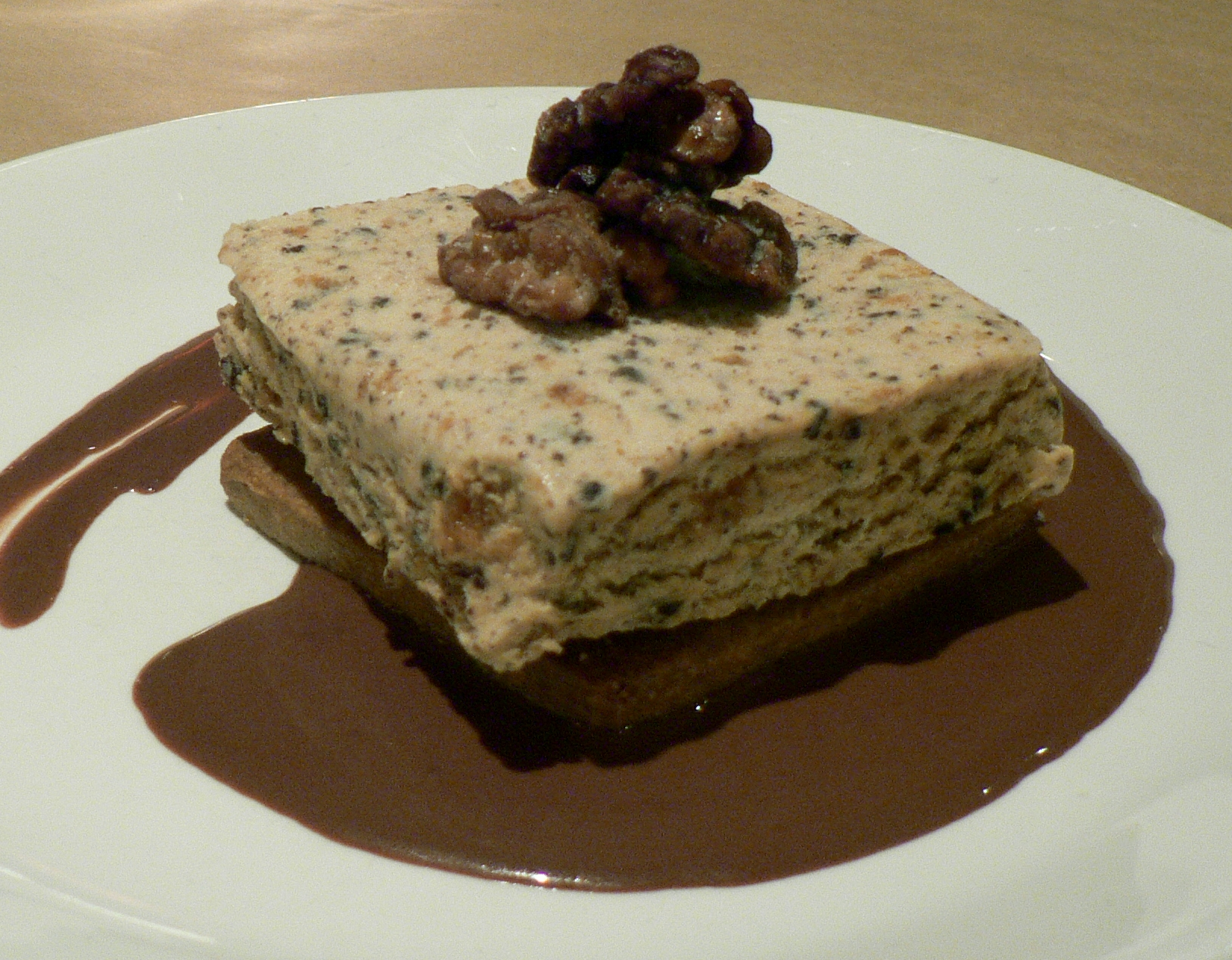
Семифредо
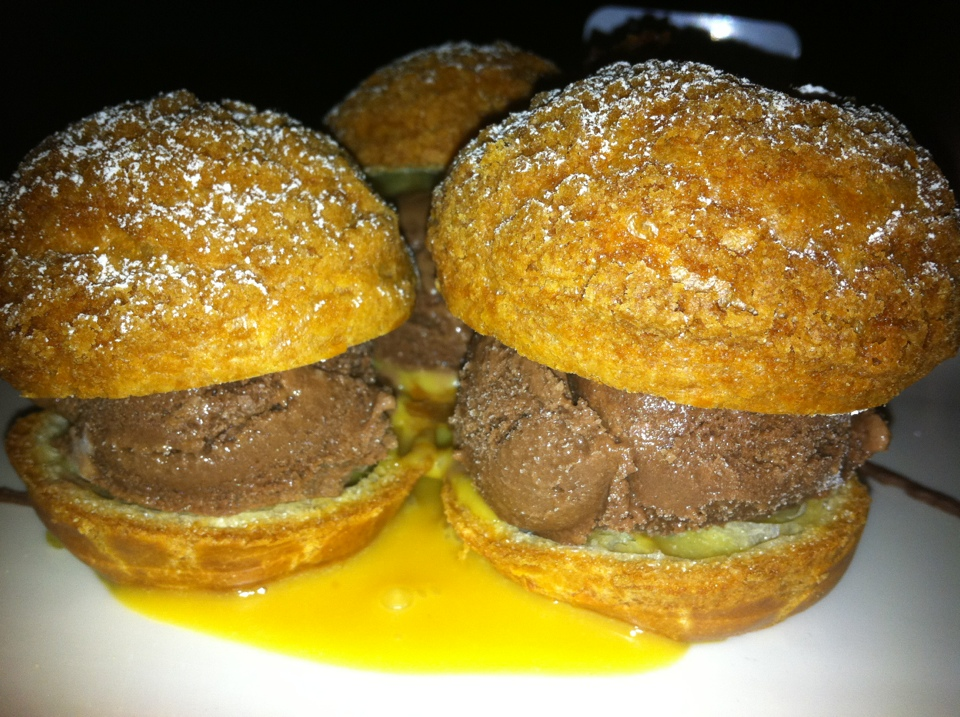
Мороженое-бургер
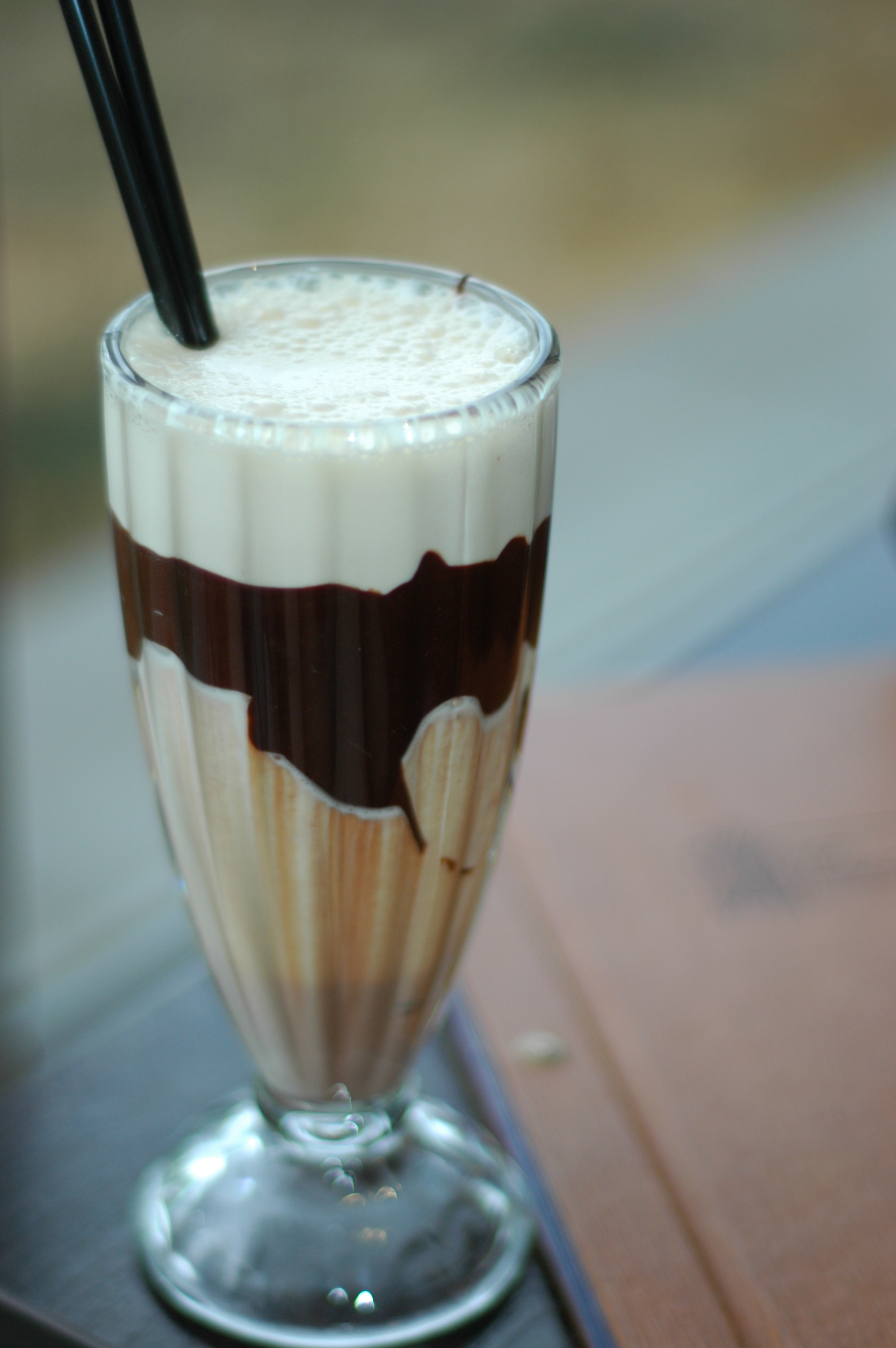
Молочный коктейль
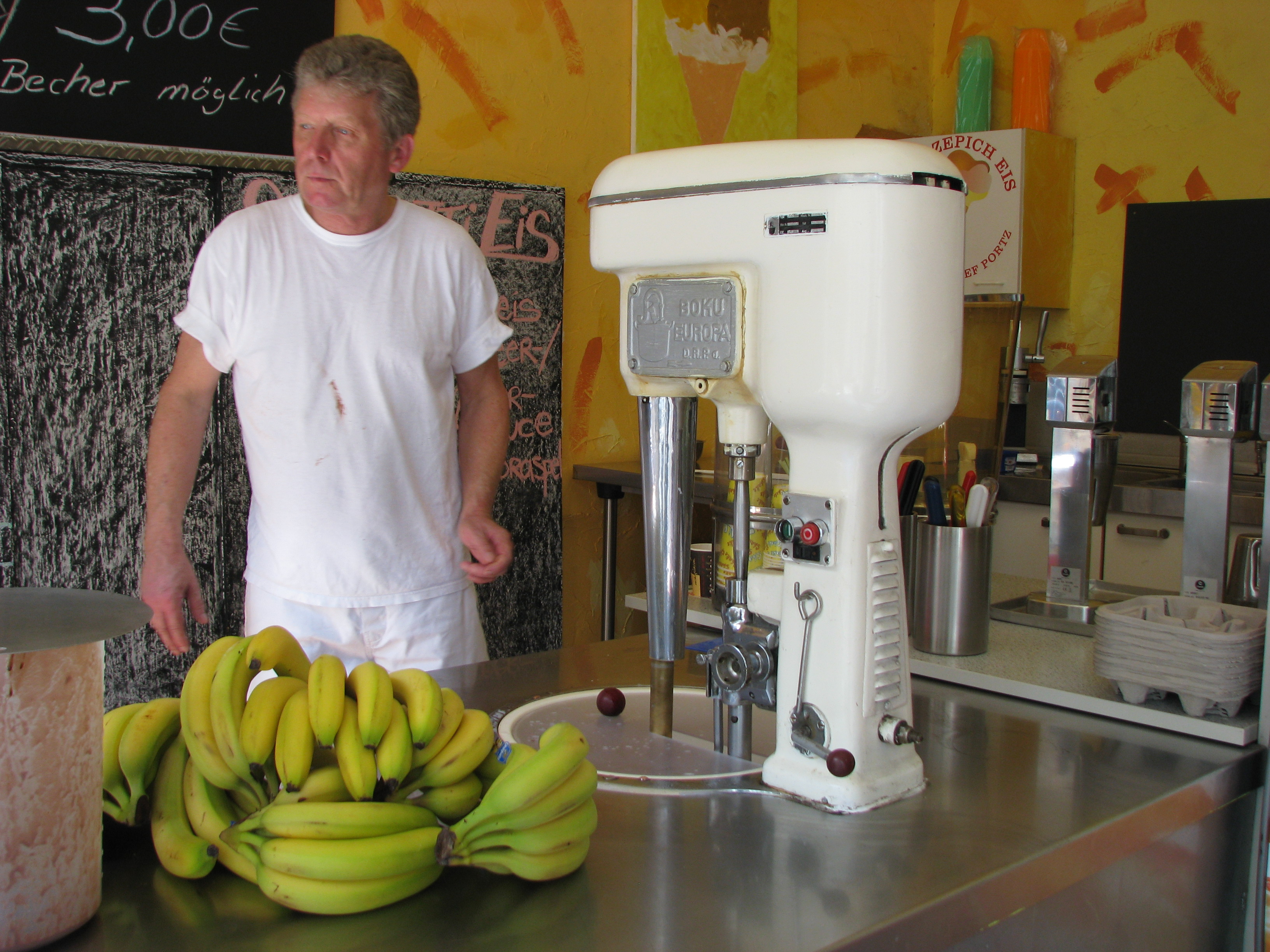
Ручная машина для изготовления мороженого
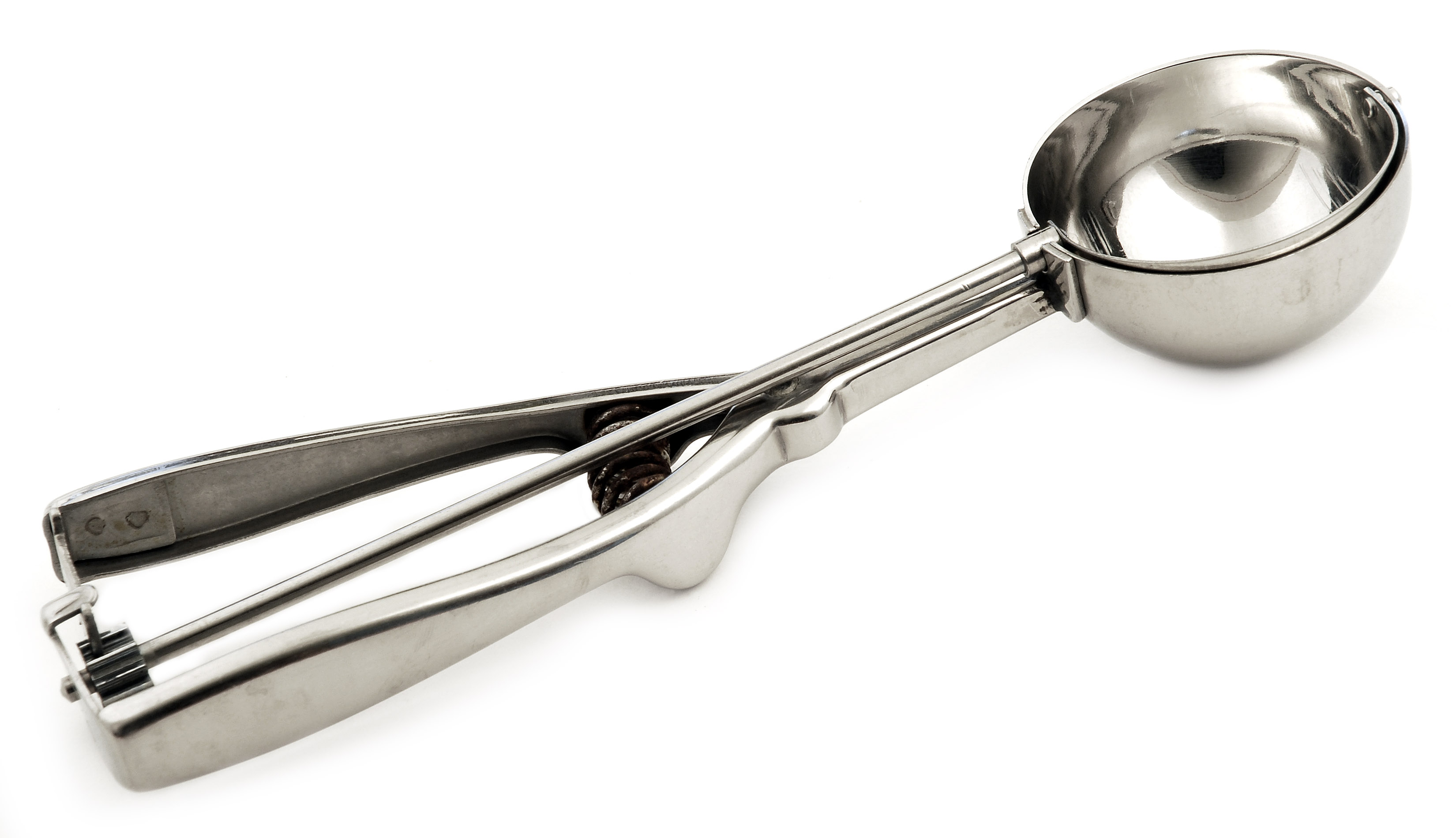
Ложка с механизмом для отделения шарика мороженого
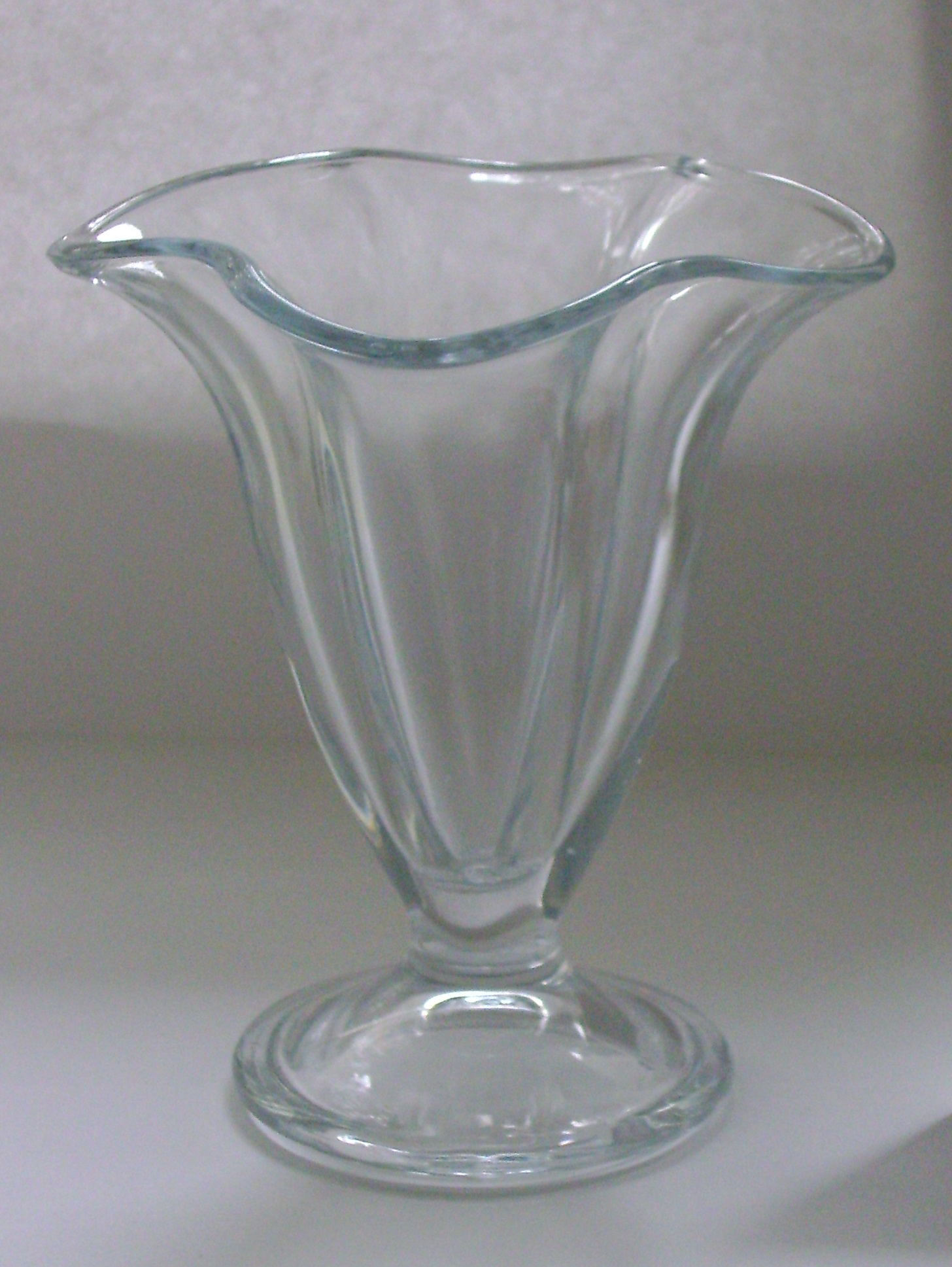
Креманка
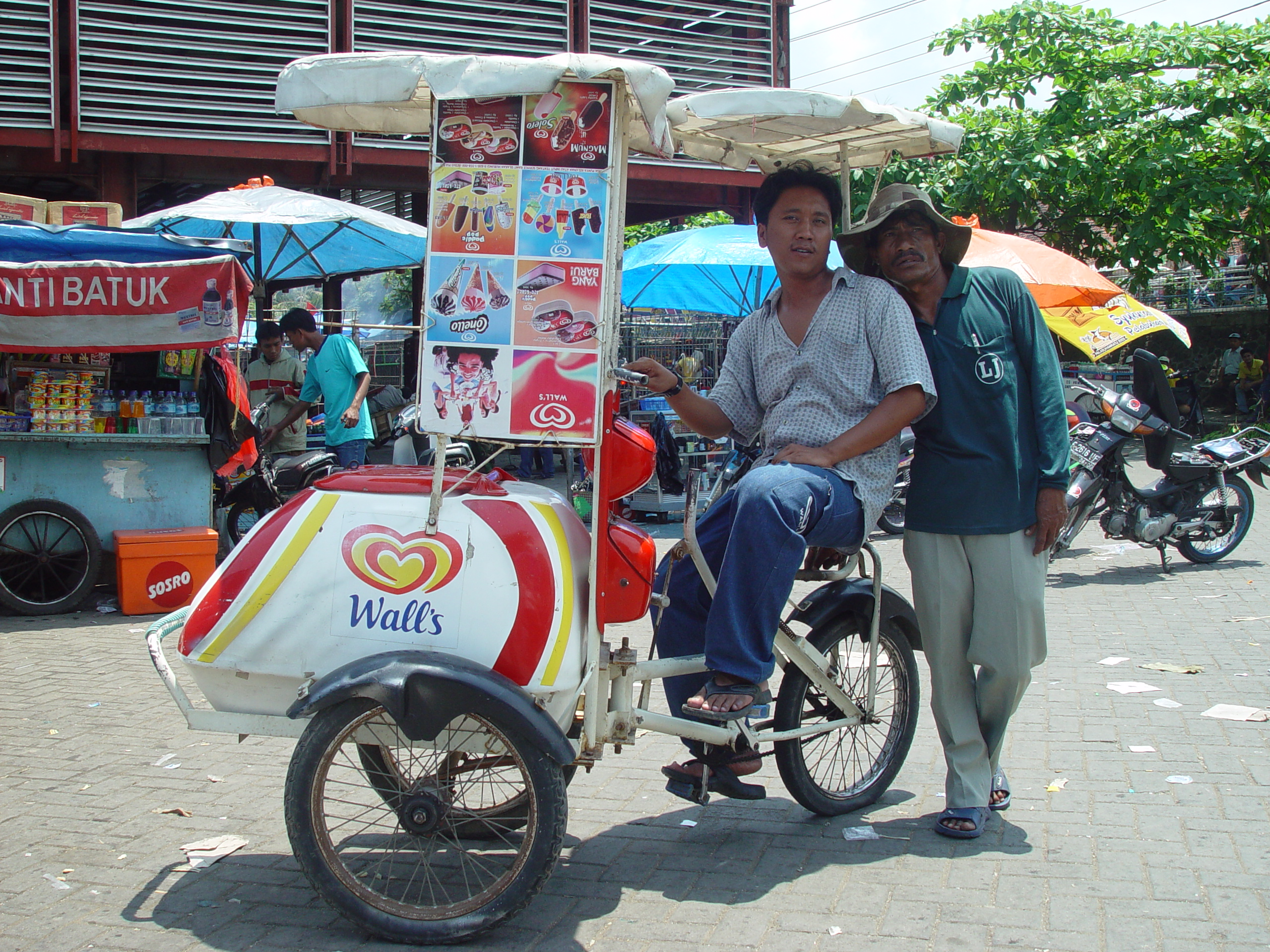
Велолоток по продаже мороженого (Индонезия)
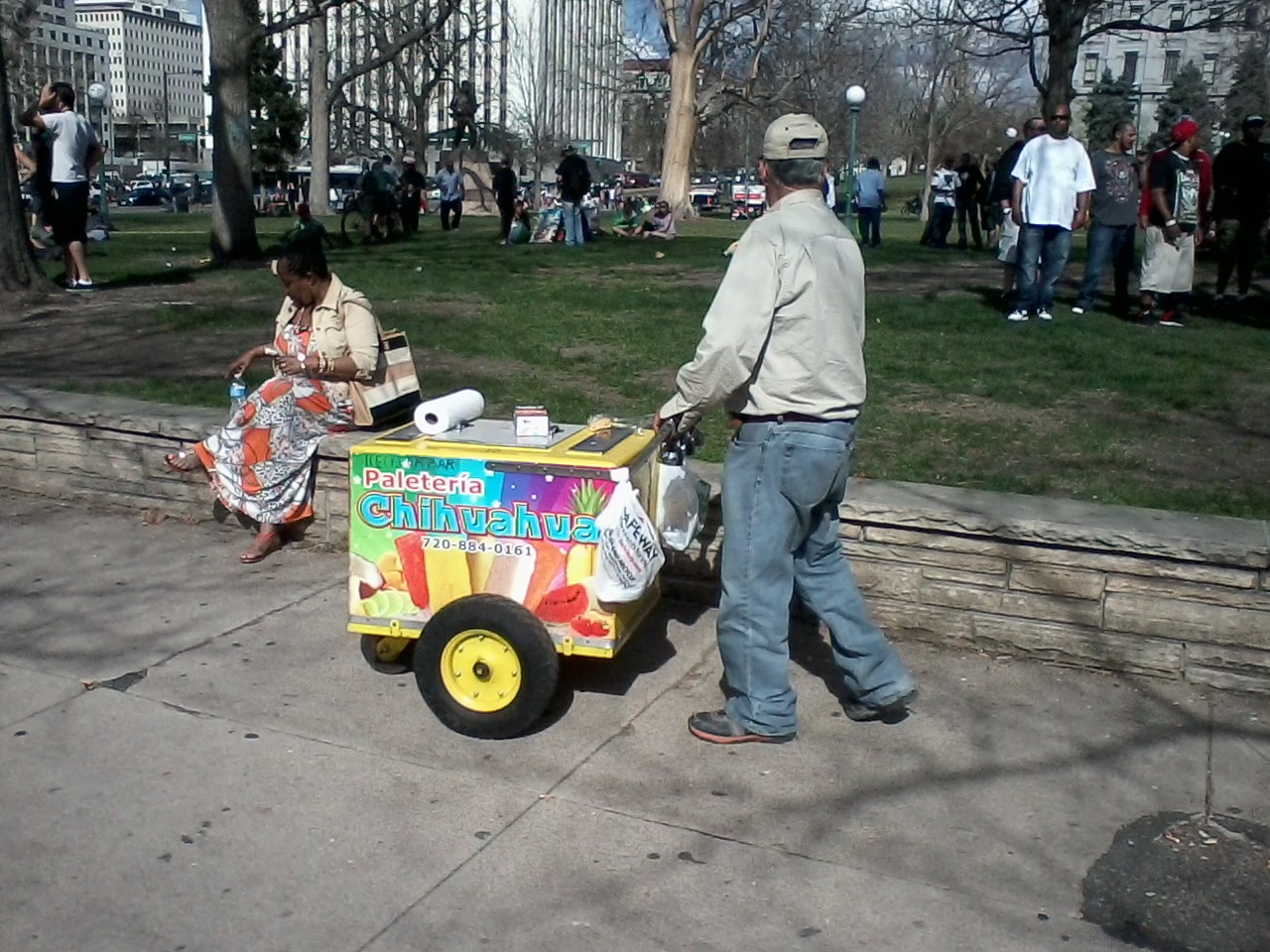
Лоток по продаже мороженого (США)
Девочка у лотка с мороженым. СССР, 1964 год. Фото Томаса Хаммонда
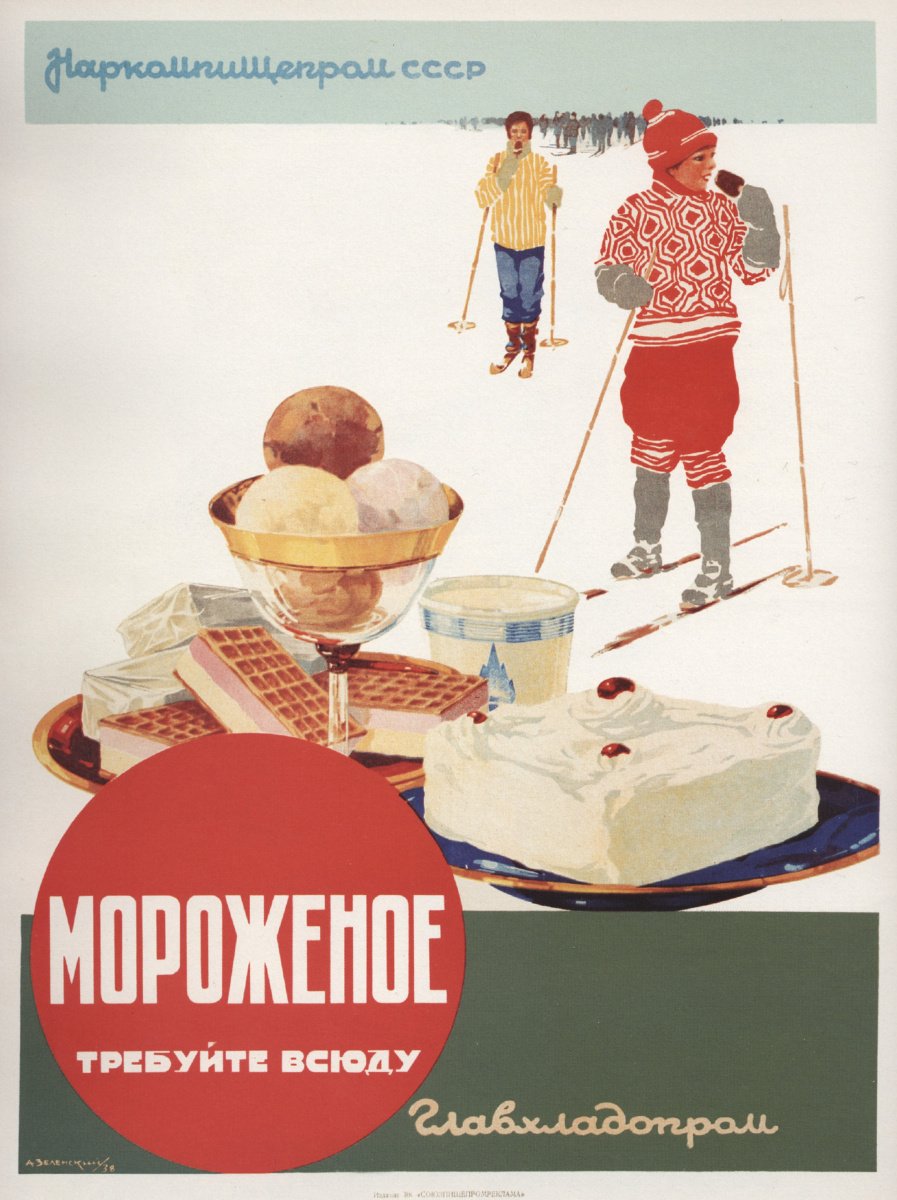
Рекламный плакат мороженого в СССР